# アプリケーションソフトウェア
アプリケーションソフトウェア（英: application software）あるいはアプリケーションプログラム（application program）は、ある特定の機能や目的のために開発・使用されるソフトウェアで、コンピュータの操作自体のためのものではないもの。コンピュータ・プログラムの一種であり、たとえば、ワープロソフト、表計算ソフト、イラスト作成（お絵かき）用ソフトウェア、写真加工用ソフトウェアなどを指す。
日本語ではアプリケーションソフト、アプリケーション、または単にアプリとも略される。「アプリケーション」は「応用」の意で応用ソフト、応用プログラムとも呼ぶ。英語ではapp（アップ）の略語が用いられる。日本語では「アプリ」という略称の用例は1980年代から存在する。マイクロソフトもWindows 10あたりから、アプリケーションソフトウェアのことをアプリと呼ぶようになった（初心者向けの説明書や宣伝パンフなどの場合）。

ソフトウェアの階層図

## 概要
アプリケーション・ソフトウェアという用語・概念と対比されている用語・概念というのは「システムソフトウェア」であり、システムソフトウェアのほうは、計算機のきわめて基本的な機能や資源を管理・提供する役割のソフトウェアであり、譬えて言えば「裏方的な存在」である。
アプリケーションソフトウェアの例としては、たとえば一般的な事務所（オフィス）での基本的な事務作業を支援する分野では、ワープロソフト、表計算ソフトウェア、プレゼンテーションソフトウェア（会議資料作成）、データベース管理システム (DBMS) などが挙げられ、その他の分野では、映像・音声などを再生するためのメディアプレーヤー、ペイントソフト、画像編集ソフトウェア、動画編集ソフトウェア、ゲームソフト...と、現在では網羅的に列挙することは困難なくらい膨大な種類のアプリケーション・ソフトウェアがある。特にスマートフォン（という電話機能も持った携帯可能なコンピュータ）が登場し、スマートフォン上で動くアプリが流通するようになってからは、数（個々のソフトウェアの数、本数、個数）もジャンルの数も爆発的に増えてきており、最初はそれぞれ数百個程度の数で始まったのに、2020年時点で、Android上で動きGoogle Play Storeで流通しているアプリは約256万（個、種）、iPhone上で動くアプリは約185万（個、種）という状況である。ジャンルも、個人が仕事抜きで、きわめて私的に使うようなものの比率が圧倒的に増えてきている。→#モバイルアプリケーション
（アプリケーション・ソフトウェアの能力はさまざまであり）テキストを操作するアプリケーションもあれば、数式、グラフィックス、あるいはこれらの組合せを操作するアプリケーションもある。ワードプロセッサのように特定の作業に特化することで強力な計算能力を提供するものもあれば、個々の作業をこなす能力は低くても、いくつかのアプリケーションを統合したソフトウェアもある。
組み込みシステムやデジタル腕時計、簡易的なゲーム機などでは、アプリケーション・ソフトウェアとシステムソフトウェアは利用者から見て区別できない場合がある。例えば、ビデオテープレコーダ、DVDプレーヤー、電子レンジなどの制御は、アプリケーションソフトウェアとシステムソフトウェアの組み合わせによって実現されることがあるが、そのような機器内部の組み合わせは、利用者には区別することができない。また、アプリケーションとシステムソフトウェアを分けずに作成されている場合も有る。
なお、世の中の多くの人が共通的に利用できるものとして、汎用化して売り出したものをパッケージソフトウェアと呼ぶ。会計処理や給与計算、製造業・小売業などの多くの分野に対して、業務用や会計用、人事や査定用のパッケージソフトウェアが販売されている。
近年のパッケージソフトウェアには、Jakarta EEとApache Strutsを利用した、ウェブアプリケーションサーバ上で稼働するものがある。2000年代初期より、Iアプリなど、携帯電話上で動くアプリケーションソフトウェアも登場した。
制作方法
アプリケーション・ソフトウェアの制作（開発）というのは、近年では一般に統合開発環境を使って行われている。このアプリケーションを作成するソフトウェアもアプリケーションの一種でもある。→#アプリケーションソフトウェアの制作

### 用語論
OSとの線引き
オペレーティングシステム（OS）などのシステムソフトウェアとアプリケーションソフトウェアの境界は様々であり、OSの製造者によって異なる。利用者の間でも境界をどう見なすか判断が分かれることがあり、自分が利用しているOSの製造者と同じ考えを採ろうとする人もいるが、OSの製造者ごとに見解が異なるので人々の間でも見解が異なるという結果になり、またOSのインストールパッケージに含まれる物をアプリケーションとするのかしないのか、小規模なソフトウェアもアプリケーションとするのかしないのか、シェルをアプリケーションとするのかしないのか、などは、しばしば議論の元となる。
コンテンツとの関連
コンテンツは広義には全ての具体化されたソフトウェアを含むことがあるが、アプリケーションソフトウェアと対比される場合には、該当ソフトウェアが作製、編集、出力、管理する対象物を指す。多くはコンテンツ自体がデジタルデータである。例えば、画像処理ソフトウェアはアプリケーションソフトウェアであり、作製・編集されたデジタル画像をコンテンツと称する。
該当ソフトウェアがコンテンツと称し、実行ファイル形式で出力する場合もある。また、開発環境と呼ばれるアプリケーションからはコンテンツとしてアプリケーション（実行ファイル）が出力される。

## 分類
さまざまな分類法がある。
たとえばコンピュータなどの種類で分類して、スーパーコンピュータ用 / メインフレーム用 / 汎用PC用（Windows用 / Macintosh用） / スマートフォン・タブレット端末用 （Android用 / IOS用) / 携帯電話（フィーチャーフォン）用...などと分類する方法がある。
目的とする機能や仕事の大まかな分類にもとづいて以下のような分類が行われることもある。
- コンテンツ開発ソフトウェア　/　コンテンツアクセスソフトウェア　 - コンテンツの作成を行うか
- プロダクティビティ・ソフトウェア - 以前は「Officeソフト」などと分類していたが、最近はproductivity（software）と分類することが一般的になってきている。[要出典]
- プロダクティビティ・スイート[11][12][13]（オフィススイート） - 文書を作成するワープロソフトや、表計算ソフト、プレゼン資料作成ソフト、等々がひとつのパッケージにされているもの。かつては各社とも「オフィス・スイート」と呼んでいたが、その後近年になりそれがどのように使われているか実態調査したところ、実際に使われている回数・頻度というのはオフィス（事務所）ばかりでなく、むしろ個人・学校・家庭などでも使用され、というより、世の中全体ではむしろ個人・学校・家庭のほうが使用頻度が上回る場合があるということが判ったので、マイクロソフト社やアップル社でも「office suit」という呼称を止めて、「productivity suit 生産性スイート」と呼ぶようになってきており、業界全体がそれに追従しはじめている（日本では追従がワンテンポ遅れる傾向があるが、MSやAppleや大手の開発会社のサイトなどでは最近では日本語の説明でも「プロダクティビティ・スイート」や「生産性スイート」と呼び始めている。）。
- 企業ソフトウェア / 企業基盤ソフトウェア
- エンジニアリングソフトウェア / シミュレーションソフトウェア

おおまかに見れば以上のような分類があるわけだが、細かく見てゆけば、この世で行われている仕事の種類や、タスクの種類、あるいは（特にスマートフォンやタブレット向けのアプリケーション開発が活発化してからは）一般的な仕事上の必要性だけでなく、個々人の趣味や興味の種類の数に対応するほどの、膨大な種類のアプリケーションが日々作られているような状況になっている。

## モバイルアプリケーション
まず、最近特に台数が圧倒的に増え、アプリケーションの数も他の種類のコンピュータよりも圧倒的に増えてきており、その開発に従事しているエンジニアの人数もすでに他種のアプリケーションを圧倒する状態になっている、スマートフォンやタブレット用のアプリケーションから解説することにする。
近年のスマートフォンでは、購入時に、数十ほどのアプリケーション・ソフトウェアがあらかじめインストールされている（プリインストール）状態になっている。たとえば今仮に、Androidスマートフォンのうちシャープ製でソフトバンクから販売されているものを例にとると、以下のような状態である。
- Chrome（Google社の純正webブラウザGoogle Chrome）
- Duo（ビデオ通話用アプリ）、Facebook（SNSのFacebookにアクセスするためのアプリ）
- Gmail（Gmailを送受信するためのアプリ）、Google（Google検索をするためのアプリ）
- GYAO!（映画・アニメ・音楽を楽しむためのアプリ）
- Gガイド番組表（テレビの番組表を見るためのアプリ）
- Netflix（Netflixで配信されているコンテンツを見るためのアプリ）
- OfficeSuit（オフィススイート（プロダクション・スイート）のアプリ）
- PlayStore（Google Playに掲載されているさまざまなアプリを検索しそれをダウンロード・インストールするためのアプリ）、YouTube（YouTubeのコンテンツを視聴したり、データをアップロードするためのアプリ）
- アルバム（スマホで撮影した写真を閲覧したり、ファイルを整理・整頓したりファイル名を変更するなどのためのアプリ）
- カメラ（スマホに内蔵されたレンズやCCDを使い、スマホをカメラとして使い撮影するためのアプリ）
- カレンダー（暦の情報や当日が何日か判るカレンダーを確認したり、自分の予定などを記入しスケジュール管理もできるアプリ）
- 緊急速報メール（気象庁が配信する緊急地震速報や津波警報などを自動受信し、持ち主に知らせてくれるアプリ）
- ドライブ（Google ドライブでのデータ保存や取り出しを管理できるアプリ）
- マップ（Google マップで地球上のありとあらゆる場所の地図を表示し、道案内するアプリ）
- プライムビデオ（Amazon Prime Videoを視聴するためのアプリ） 

これでも実際のリストのまだ一部にすぎないが、ともかくこのように、スマートフォンのアプリでは、1980年代や1990年代にアプリケーションソフトウェアを分類していた時の、オーソドックスな（古臭い）カテゴリ枠ではもはや簡単に分類することができないような種類のアプリケーションが多数出現してきている。
Androidを搭載している端末ではGoogleアカウントでログインすれば、Google Play Storeに掲載されている250万種類以上のアプリケーションから自由に選んでダウンロードおよびインストールして使うことができる。しかも、一部に広告が少し表示されることを我慢すれば、ほとんどが無料である。開発者によっては、広告表示も一切無しで、アプリケーションを無料で人々に公開している。
オープンソースや自由ソフトウェアのAndroid向けアプリケーションを扱う、F-Droidというアプリケーションストアも存在する。
AppleのiPhoneやiPadでは、App Storeから多くのアプリケーションを入手できる。

## 携帯電話用アプリケーション
携帯電話（フィーチャーフォン）用のアプリは携帯アプリと呼ばれていた。

## コンテンツ開発ソフトウェア
コンテンツ開発ソフトウェア (contents development software) とは、他者に発信するための印刷コンテンツや電子コンテンツを制作するためのソフトウェア。グラフィックアート、電子出版、マルチメディア開発などが含まれる。
- 3DCGソフトウェア
- アニメーションソフトウェア
- グラフィックソフトウェア
- 画像編集 - ペイントソフト、ドローソフト
- 動画編集ソフトウェア
- サウンド編集ソフトウェア
- ミュージックシーケンサー - 楽譜作成ソフトウェア
- ハイパーメディア編集ソフトウェア - Webオーサリングツール

## コンテンツアクセス・ソフトウェア
コンテンツ・アクセス・ソフトウェア (contents access software) は、基本的には編集することなくコンテンツにアクセスするソフトウェアだが、コンテンツ編集機能を持つ場合もある。デジタルエンターテイメントの消費を目的としたり、デジタルコンテンツを出版するのに使われることもある。
- 電子メディアアクセス - ウェブブラウザ、メディアプレーヤー、プレゼンテーションソフトウェア
- 娯楽/エンターテイメント - バーチャルペット、スクリーンセーバー、コンピュータゲーム

## 教育ソフトウェア
教育ソフトウェア (educational software) は、コンテンツアクセスと似ているが、教材を提示するだけでなくテストを課すことで学習状況を管理する点が特徴的である。また、グループウェア的要素を持つことが多い。
- コンピュータ支援教育、Eラーニング、CBT
- エデュテインメント - タイピングソフト

## プロダクティビティ・スイート（オフィス・スイート）

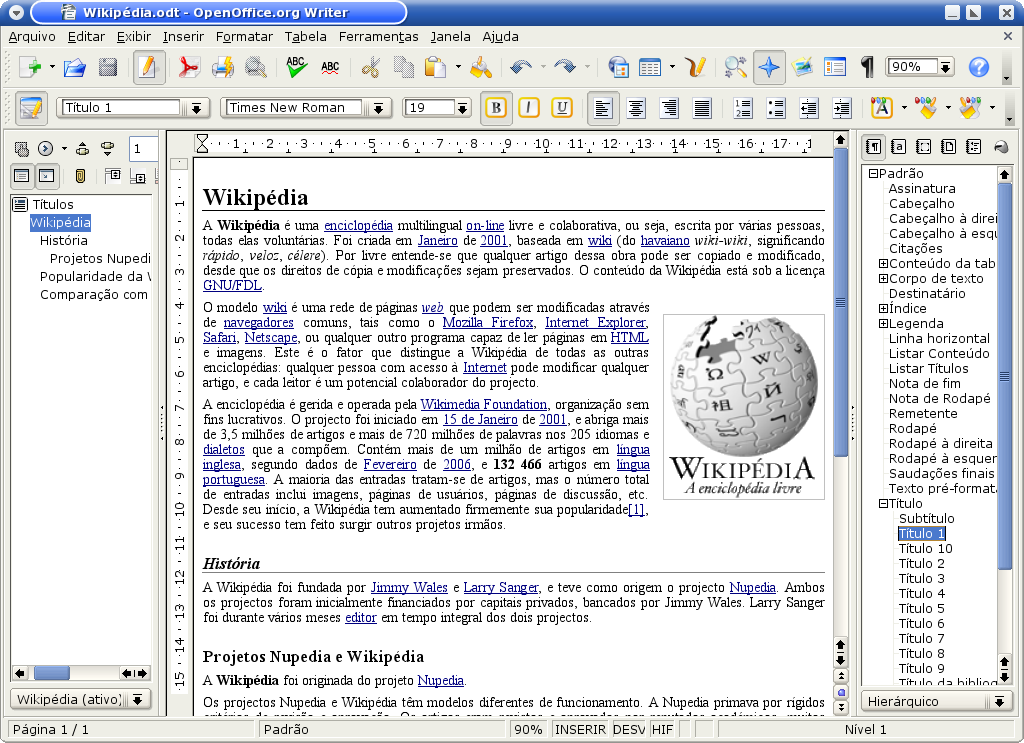
有名なアプリケーションスイートの一例としてはOpenOffice.orgを挙げることができる。ソフトウェアスイートであり、そこにはワープロソフト、表計算ソフト・プレゼン用ソフト・データベースソフト・ドロー用ソフトなど複数のアプリケーションソフトウェアがまとめて入っていて、しかもオープンソースであり、無料でダウンロードして利用できた。現在はLibreOfficeとApache OpenOfficeとに分派しており、現在も使える。

複数のアプリケーションがひとまとまりにされたもの、一種のパッケージに同梱されたような状態になったものを、アプリケーションスイート (application suite) と呼ぶことがある。例としては、ワードプロセッサや表計算ソフトなどを同梱した、Microsoft OfficeとOpenOffice.orgが挙げられる。スイート内の各アプリケーションの特徴としては、操作のユーザインタフェースに一貫性があり、表計算ソフトで作成したスプレッドシートをワードプロセッサの文書内に埋め込むなど、相互のデータのやりとりが考慮されていることが挙げられる。

## インフォメーションワーカー向けソフトウェア
インフォメーション・ワーカー・ソフトウェア (information worker software) とは、組織内の個々のプロジェクトで、個人が情報を生成し管理するニーズに対応したソフトウェア。例えば、時間管理、資源管理、ドキュメンテーションツール、解析ツール、グループウェアなどがある。ワードプロセッサ、表計算ソフト、電子メールクライアントやブログクライアント、個人情報管理システム、各種メディアエディタなどは、様々なインフォメーションワーカーの仕事で使われる。
- 時間/資源管理 - 会計ソフト、プロジェクトマネジメントソフト
- データ管理 - コンタクト管理、表計算ソフト、データベース管理システム (DBMS)（個人用）
- ドキュメンテーション - ワードプロセッサ、DTP、作図ソフトウェア、プレゼンテーションソフトウェア
- 解析ソフトウェア - 数式処理システム、数値解析、統計ソフトウェア
- グループウェア - 電子メール、ブログ、ウィキ
- 財務ソフトウェア - 株式取引用ソフトウェアなど
- 企業向けウィキ

## 企業ソフトウェア
企業ソフトウェア (enterprise software) は、組織のプロセスやデータフローのニーズに対応したもので、大規模な分散環境であることが多い。例えば、財務管理、顧客関係管理 (CRM)、サプライチェーン・マネジメント (SCM) などがある。部門ソフトウェア (departmental software) は企業ソフトウェアの一種であり、大きな組織内のより小さな部分を扱う。例えば、出張旅費管理、ITヘルプデスクなどがそれに当たる。
- デジタルダッシュボード

## 企業基盤ソフトウェア
企業基盤ソフトウェア (enterprise infrastructure software) とは、企業ソフトウェアシステムをサポートするために必要な共通機能を提供するものを指す。例えば、データベース、メールサーバ、ネットワーク管理、セキュリティ管理などがある。
- ビジネスワークフローソフトウェア
- データベース管理システム (DBMS)
- デジタル資産管理 (DAM) ソフトウェア
- 文書管理システム
- 地理情報システム

## シミュレーションソフトウェア
シミュレーションソフトウェア は、シミュレーションするためのソフトウェア。使用目的は多種多様であり、予報、予測、研究、訓練、娯楽など。航空工学での航空機の流体力学的分析、天体物理学での利用（たとえば個々の惑星や小惑星の動きの予測や過去の位置の再現、銀河の回転のシミュレーション）、気象予報全般（たとえば天候、雨雲位置の予測、気温・風向の予報　等々等々）、気象現象の予測、気候変動の長期予測・研究（たとえばCO2の放出量に応じた気温上昇の具体的な数値の算出など）、応用化学、製薬、マクロ経済やミクロ経済の予測、交通量の予測、感染症が社会や集団に属する人々の間で相互に感染してゆく過程や程度の予測...等々、現代では数えきれないほどのシミュレーションが行われている。たとえばここ数十年の精度の高い気象予報というのは、スーパーコンピュータ上で走るシミュレーションソフトウェアの上で、架空の大気空間と地表などを（数億マスなど）多数のマス目で区切り、各マスの気温、気圧、水蒸気量、風向、風の強さ、日照...等々に関するデータを設定し、その膨大な量のデータに対して膨大な量の演算を高速に行い、各マス内の変化と周辺のマス目への影響など、相互作用を、細かい時間に分割して計算することで実現できている。1950年代や1960年代のようにコンピュータシミュレーション抜きの手法、つまりわずかなデータを用いて人の頭脳で大まかな推論や経験や勘で行っては、優秀な予報官ですら、気象予報のおよそ数割から半分強ほどがハズレになってしまう。
現代では、各分野ごとに、さまざまなシミュレーションソフトウェアが開発されている。具体的なシミュレーション・ソフトウェアについてはen:List of computer simulation software（英語版の一覧）が参照可であり、各ソフトの特徴や使用分野も分かる。シミュレーションソフトの英語版の記事も読め、（日本語版があるソフトウェアならば）日本語版の記事へとリンクも張られているものもある。
- シミュレーションソフトウェア使った台風のシミュレーション
- シミュレーションソフトウェアを用いた、空間内の各位置で圧力の伝達（分子の運動と分子密度）のシミュレーション
- 医薬品の開発のための分子構造のシミュレーション
- 航空機の周囲の流体力学的シミュレーション。A380の翼の周囲の気流。
- ボイラーのかまど部分での気体の運動のシミュレーション
- 軌道上の惑星への太陽光線のあたりぐあいのシミュレーション
- 天体のさまざまなシミュレーション

なお訓練目的のシミュレーションソフトウェアなどもある（フライトシミュレーション、ドライビングシミュレーターなど）
- 兵士の訓練に使われるドライビング・シミュレーション・ソフトウェア
- ノートPCでも動くフライト・シミュレータの一例

またゲーム形式に仕立てたシミュレーションゲームもPlayStationなど市販のゲームコンソールやPCなどで動くので、ゲーム愛好者（ゲーマー）たちにさかんに利用されている。

## エンジニアリングソフトウェア
エンジニアリングソフトウェア (engineering software) は、各種製品開発に使われる。
- ハードウェアエンジニアリング - CAE、CAD、有限要素法解析ソフトウェア
- ソフトウェアエンジニアリング - コンピュータ言語処理系/エディタ/コンパイラなど、統合開発環境 (IDE)

## マネジメントソフトウェア
英語：Management software は、各種管理（マネジメント）に使われる。
- プロジェクトマネジメント -
  - Category:プロジェクトマネジメントソフト
- ワークマネジメント -
  - Category:ワークマネジメントソフトウェア

## アプリケーションソフトウェアの制作
近年では一般に、アプリケーションソフトウェアは統合開発環境（IDE）を使って制作（開発）されている。IDEというのは、プログラマがソースコードを記述する「エディタ」、ソースコードから実行プログラムを生成する「コンパイラ」、コードの不具合を発見・修正するための「デバッガ」など、プログラム開発のためのソフトウェア群（ツール群）をひとまとめにしたもののことである。
無料のものもあり、有料のものもある。複数のプラットフォーム向けに使えるIDEもある。特定のプラットフォーム専用のものもある。
ものすごく原始的で単純な（少ない文字数、バイト数の）ソフトウェアならば、テキストエディタ（と、PCなどにインストールされた素朴なコンパイラ）だけでも書くことは一応でき、コンピュータの歴史の初期にはそうしたやりかたが行われることは多々あったわけで、今日でも初心者に対するプログラミング講習の「最初の一歩」だけは、あえてそうした段階を一度踏ませることでコンピュータ内部で行われていることの現実を初心者にも理解してもらうという手順がとられることも多いが、今日では、その次の段階以降の「アプリケーション・ソフトウェア」と呼ぶにふさわしいくらいの機能を持ったソフトウェアを制作する場合は、基本的に統合開発環境を使って制作するものだと考えてよい。
WindowsやMac,Linuxなど一般的なファイルからOSに読み込まれ実行される形式のOSであれば、上記開発環境で作成されたファイルを実行できる。

### Androidアプリの場合
Androidアプリ、つまりAndroid上で動くアプリの開発環境としては、たとえば以下のような選択肢がある。
- Android Studio（Google社純正。Androidアプリ専用。無料）
- Eclipse（IBMに起源をもつ汎用開発環境。無料。）
  - Titanium Mobile（Eclipse系）
- Visual Studio + Xamarin（Microsoft社の系統）
- （もっぱらゲームアプリの制作だけなら）Unity

開発に使われるプログラミング言語は、主にJavaやPythonなど。

### iOSアプリの場合
iOS上で動くアプリの開発環境は、
- Xcode（Apple社公式の統合開発環境）

開発に使われる言語は、Swift、Objective-Cなど。

### Windowsアプリケーションの場合
Microsoft Windowsの上で動くアプリケーションの制作（開発）を行う開発環境としては、たとえば以下のような選択肢がある。
- Visual Studio（Microsoft社製の統合開発環境。Professional版は有料であるが、Visual Studio Communityというバージョンならば個人使用は無料。）

言語の選択肢としては（2019年版時点で）、C++、C#、Visual Basic、F#、Python、Node.js、HTML/JavaScript、TypeScriptといったところである。
- Eclipse（IBM起源。無料）